# Kärnan AB
Kärnan AB är ett svenskt förlag och tillverkare av sällskapsspel, grundat 1946.
Kärnan hade sin verksamhet förlagd till Helsingborg, och tillverkade särskilt sällskapsspel och pussel, men gav även ut tidningar och aktivitetsböcker. 1978 köptes företaget upp av Egmont förlag, och har senare gått upp i Egmontgruppen under namnet Egmont Kärnan.